# Cervarese Santa Croce
Cervarese Santa Croce é uma comuna italiana da região do Vêneto, província de Pádua, com cerca de 4.709 habitantes. Estende-se por uma área de 17 km², tendo uma densidade populacional de 277 hab/km². Faz fronteira com Montegalda (VI), Montegaldella (VI), Rovolon, Saccolongo, Teolo, Veggiano.

## Demografia
| Variação demográfica do município entre 1861 e 2011                               |
|                                                                                   |
| Fonte: Istituto Nazionale di Statistica (ISTAT) - Elaboração gráfica da Wikipedia |

Foi neste município que nasceu Giovanni Moresco. Um abastado agricultor e respeitado agrimensor com diploma de geômetra, que junto com a esposa Giustina Benato e os dois filhos, Antonio e Giuseppe, imigrou para Brasil contratado como Agrimensor. Comprou uma fazenda no interior e foi comissário de café. Contribuiu para o progresso dessa Terra que o acolheu.